# Mauricio González
Mauricio Ernesto González Barillas (San Salvador; 13 de mayo de 1942-15 de diciembre de 2018) fue un futbolista salvadoreño que jugó de centrocampista.
Era el hermano mayor de la leyenda del fútbol salvadoreño Jorge Mágico González y Miguel González.

## Trayectoria
Apodado el Pachín, jugó la mayor parte de su carrera en el Atlético Marte, con el que ganó un título de Liga. También tuvo un paso en el extranjero con el Xelajú MC de Guatemala.

## Selección nacional
Representó a su país en los Juegos Olímpicos de 1968. También participó en el Campeonato de Naciones de la Concacaf de 1963 y 1965, donde anotó un total de 5 goles en 10 partidos.

### Participaciones en Juegos Olímpicos
| Torneo                   | Sede   | Resultado    |
| ------------------------ | ------ | ------------ |
| Juegos Olímpicos de 1968 | México | Primera fase |

## Clubes
| Club                   | País        | Año       |
| ---------------------- | ----------- | --------- |
| Bolívar                | El Salvador | 1959-1960 |
| Atlético Marte         | El Salvador | 1961-1968 |
| Alianza                | El Salvador | 1968-1971 |
| Xelajú Mario Camposeco | Guatemala   | 1971-1974 |
| Platense Municipal     | El Salvador | 1974-1975 |

## Palmarés

### Títulos nacionales
| Título           | Equipo                 | País        | Año     |
| ---------------- | ---------------------- | ----------- | ------- |
| Primera División | Atlético Marte         | El Salvador | 1968-69 |
| Copa Nacional    | Xelajú Mario Camposeco | Guatemala   | 1973    |
| Primera División | Platense Municipal     | El Salvador | 1974-75 |